# زارايسك

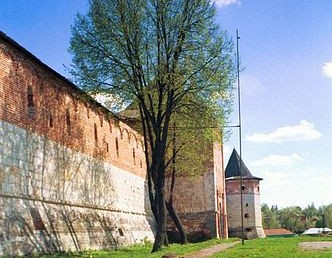
زارايسك غرب حائط الكرملين

زارايسك (بالروسية: Зарайск) هي إحدى مدن روسيا في الكيان الفدرالي الروسي موسكو أوبلاست.

## أعلام
- كيريل ميريتسكوف